# Digital light processing
Digital light processing (DLP) je blagovna znamka Texas Instruments, ki predstavlja tehnologijo, uporabljeno v televizorjih ter video projektorjih. Prvotno jo je razvil Dr. Larry Hornbeck iz Texas Instruments leta 1987.
DLP so uporabljeni v DLP pred projektorji ( majhna samostojna projekcija enot ) in DLP zadaj projekcijskih televizij. 
DLP skupaj z LCD in LCoS so sedanji zasloni tehnologije za zadnjimi projekcijami televizij, ki izpodrivajo CRT projektorje. 
DLP je ena vodilnih tehnologij, uporabljenih v digitalnih kino projekcijah.
V DLP projektorjih je slika narejena z mikroskopsko majhnimi ogledalci, ki ležijo v matrici v polprevodniškem čipu. 

## Digitalni kino
DLP je trenutno vodilen na trgu, v profesionalni filmski projekciji, večinoma zaradi njegovega visoko kontrastnega koeficienta in razpoložljive ločljivosti, ko ga primerjamo z drugimi projekcijskimi tehnologijami. Od decembra 2008 je več kot 6000 DLP zasnovanih digitalnih kino sistemov, nameščenih po vsem svetu. DLP projektorji so prav tako uporabljeni v RealD kinih za 3D filme

## Digitalne mikrozrcalne naprave
V projektorjih DLP je slika ustvarjena z mikroskopsko majhnimi zrcali, ki ležijo v matrici na polprevodniškem čipu, ki je znan tudi kot Digitalna mikrozrcalna naprava. Posamezno zrcalo pa predstavlja eno ali več točk v projicirani sliki. Število ogledal ustreza ločljivosti projicirani sliki ( pogosto pol toliko zrcal, kot oglašuje resolucija zaradi prepletanja ) 800×600 , 1024×768 , 12810×720 in 1920×1080 ( HDTV ) matrike so nekatere skupne DMD velikosti. Ta zrcala so lahko hitro premaknjena, da odsevajo svetlobo, bodisi skozi objektiv ali na toplotni izmenjevalnik. 
Hitro preklapljanje zrcal med tema dvema smernicama proizvaja sivino slike, ki jo nadzira razmerje on-off time.

## DLP, LCD, in LCoS zadnje projekcije TV
Najbolj podoben konkurenčni sistem DLP je znan kot LCoS( tekoči kristali na siliciju ), ki ustvari sliko z uporabo stacionarnih zrcal, pritrjenih na površini čipa in uporabljen je  tekoči kristale matric ( podobno zaslonu na tekoče kristale ) za nadzor nad tem, koliko svetlobe se kaže. DLP ki temeljijo na televizijskih sistemih, se prav tako štejejo kot manjši v globino kot tradicionalne televizijske projekcije.

## Proizvajalci in trg
Texas Instruments je še vedno glavni proizvajalec tehnologije DLP, ki uporablja veliko licenc, ki tržijo izdelke, ki temeljijo na Texas Instruments-evih čipih. Fraunhoferski Inštitut za Dresden in Nemčijo proizvaja tudi za DLP, imenovane Prostorski svetlobni(Light) modulatorji, za uporabo v specializiranih aplikacijah.  Na primer, Micronic Laser Systems Švedska izkorišča SLMs Fraunhofer za ustvarjanje globoko- ultravijoličnih slik, v skladu SIGMA silicijsko masko pisateljev litografije. 
DLP tehnologija je hitro pridobila tržni delež na trgu pred projekcijo in ima zdaj približno 50%  svetovnega deleža pred projekcijo. Več kot 30 proizvajalcev uporablja DLP čipe ki poganjajo njihove projektorje.